# NGC 4602
NGC 4602 (другие обозначения — MCG -1-32-36, IRAS12380-0451, PGC 42476) — галактика в созвездии Дева.
В спектре галактики наблюдается очень слабое излучение в линии H-альфа с большой шириной, соответствующей скорости расширения источника в 10000 км/с.
Этот объект входит в число перечисленных в оригинальной редакции «Нового общего каталога».